# Tanay (Côte-d’Or)
Tanay település Franciaországban, Côte-d’Or megyében. Lakosainak száma 221 fő (2022. január 1.). Tanay Noiron-sur-Bèze, Magny-Saint-Médard, Beire-le-Châtel, Mirebeau-sur-Bèze és Viévigne községekkel határos.

## Népesség
A település népessége az elmúlt években az alábbi módon változott:
| Lakosok száma | 220  | 242  | 250  | 216  | 233  | 232  | 228  | 218  | 216  | 221  |
|               | 1968 | 1982 | 1990 | 2006 | 2013 | 2015 | 2017 | 2019 | 2020 | 2022 |